# المديرية العامة للموازنة
المديرية العامة للموازنة هي المديرية العامة لـ المفوضية الأوروبية التابعة لـ الاتحاد الأوروبي.
تتمثل مهمة المديرية العامة للموازنة في الحصول من سلطة الميزانية من البرلمان الأوروبي ومجلس الاتحاد الأوروبي (مجلس الوزراء)، وعلى الموارد اللازمة لتنفيذ سياسات الاتحاد الأوروبي، لتشجيع الإدارة السليمة للمجموعة الأوروبية الأموال ولحساب استخدام الاعتمادات.

## المهام
تتولى المديرية العامة المهام التالية:
- تشجيع الاستخدام المبرر للموارد المالية الأوروبية داخل المديريات العامة للاتحاد الأوروبي.
- إبلاغ الاتحاد بكيفية إنفاق الميزانية. يجب أن تتم الموافقة على نفقات الميزانية من قبل المحكمة الأوروبية للمراجعين.
- تقديم مقترحات بشأن وضع وتنفيذ ومراقبة الميزانية.
- التحقق من أن الدول الأعضاء تدفع مساهمتها في الاتحاد الأوروبي وأن الإعانات المقدمة للدول الأعضاء يتم التعامل معها بشكل صحيح.
- المديرية العامة تضمن جميع أجور المفوضية الأوروبية وكذلك نفقات المفوضية.

## الموارد المالية للاتحاد الأوروبي
تقرر الدول الأعضاء في الاتحاد الأوروبي مرة كل سبع سنوات مقدار الأموال التي سيتم تحويلها إلى الاتحاد في السنوات القادمة. تم تمويل الخطة السبعية 2014-2020 في اجتماع المجلس الأوروبي في 12 فبراير 2014. في عام 2014 بلغت التحويلات إلى الاتحاد الأوروبي ما مجموعه 134.3 مليار يورو.